# Tegernsee (by)
Tegernsee er en kurby i Landkreis Miesbach i Regierungsbezirk Oberbayern i den tyske delstat Bayern.

## Geografi
Byen ligger på den østlige bred af Tegernsee i Bayerischen Oberland ved den nordlige udkant af Alperne. Hele søen og øen Ringseeinsel i den er en del af kommunen. I nærheden ligger det 1.448 meter høje Baumgartenschneid.

### Trafik
Tegernsee ligger ved B 307, der går fra Gmund am Tegernsee til Sylvenstein-Stausee. Tegernsee ligger omkring 20 km syd for Holzkirchen, 53 km fra delstatshovedstaden München, 18 km fra Bad Tölz, 15 km fra Miesbach, 44 km fra Rosenheim og 34 km fra Achenkirch ved Achensee.
Kombinationen af beliggenheden i en dal og kraftig trafik i turistsæsonen kan give vanskelige trafikforhold.
Tegernsee er endestation for Tegernsee-Bahn, der nu hører under Bayerischen Oberlandbahn, og har timedrift til München Hauptbahnhof.

## Historie
I 746 grundlagde Brødrene Adalbert og Ottokar Kloster Tegernsee, der indtil sekulariseringen i 1803 hørte under benediktinerordenen